# Акт про капітуляцію Пакистану
Акт про капітуляцію Пакистану (бенг. পাকিস্তানের আত্মসমর্পণের দলিল) — письмова угода між Індією, Пакистаном і Тимчасовим урядом Бангладеш, яка дозволила капітулювати 93 000 військовослужбовців Західного Пакистану Східного командування збройних сил 16 грудня 1971 року, таким чином завершивши війну за незалежність Бангладеш та третю індо-пакистанську війну 1971 року з офіційним створенням Народної Республіки Бангладеш на території колишнього Східного Пакистану. Це була найбільша капітуляція за кількістю особового складу після закінчення Другої Світової війни.
Подія, відома як День Перемоги, відзначається як національне свято в Бангладеш, його також відзначають Збройні сили Індії.